# Наукова бібліотека Харківського національного університету радіоелектроніки
Наукова бібліотека Харківського національного університету радіоелектроніки — структурний підрозділ, центр інформаційного забезпечення освітнього та науково-дослідного процесів Харківського національного університету радіоелектроніки.

## Історія
Наукова бібліотека Харківського національного університету радіоелектроніки (НБ ХНУРЕ) входить до складу Харківського зонального методичного об'єднання бібліотек вищих навчальних закладів державної форми власності.
Заснована у місті Харкові 1930 року як бібліотека інженерно — будівельного інституту. Прізвища перших бібліотекарів 30-40 років: Кеделка, Будакова, Контюхова, Каганер, Ліфшиц, Могилат, Миронюк, Уман. Завідувала бібліотекою у 1933-1934 роках — Мєшкова. На той час фонд нараховував близько 80 тисяч примірників.
У наступні роки існування бібліотеку очолювали: Дегтярьова (1934 р.); Бобіна (1934-1935 рр.); Акімова (1935 р.); Яковлєва Л. А. (1936-1937 рр.); Шмідт (1938-1941 рр.); Панасенко Ольга Іванівна: (15 травня 1944 р. — березень 1948 р.); Андрюніна Антоніна Іванівна: (березень 1948 р. — лютий 1949 р.); Левіна Дора Наумівна: (лютий 1949 р. — квітень 1954 р.); Мальцева Алла Георгіївна: (вересень 1954 р. — грудень 1980 р.); Китаєнко Валентина Миколаївна: (грудень 1980 р. — вересень 2002 р.); Грищенко Тамара Борисівна: (з вересня 2002 р. й до сьогодні).
У 1941 році під час Другої світової війни частину фонду було передано для збереження до науково-технічної бібліотеки (НТБ) Держпрому, а іншу частково евакуйовано до міста Караганди.
У 1944 році розпочато відродження бібліотеки — повернуто фонд з евакуації та з НТБ Держпрому.
50-ті роки ознаменувалися значним зростанням фонду та кількості читачів. Було розпочато масову роботу серед читачів, створено систематичну картотеку статей (СКС), Бібліотечну Раду.
60-ті роки — період становлення структури бібліотеки та організації обслуговування користувачів. Зокрема, у 1969 році створено довідково-бібліографічний відділ.
80-ті роки — виділено фонд наукової літератури, відкрито абонемент для обслуговування професорсько-викладацького складу та інших співробітників, читальний зал суспільно-політичної літератури, відділ книгозберігання. У процес обслуговування студентів 1 курсу впроваджено груповий метод, а для ведення картотек застосовано інноваційну на той час методику із використанням рейтерів.
90-ті роки — початок «ери комп'ютеризації» бібліотеки — встановлено перші комп'ютери, придбано автоматизовану інформаційну бібліотечну систему (АІБС) MARC.3, розпочато ведення електронного каталогу на нові надходження та формування першої серед бібліотек вищих навчальних закладів України «Електронної бібліотеки» (за що бібліотеку нагороджено Грамотою Асоціації сучасних інформаційно-бібліотечних технологій (АСІБТ), організовано відділ автоматизації. 
З 2000 року бібліотека увійшла в новий виток автоматизації бібліотечних процесів: автоматизовано усі відділи бібліотеки та майже всі бібліотечні процеси; придбано вітчизняну АІБС «УФД/ Бібліотека», відкрито новий читальний зал для роботи з електронними ресурсами, для користувачів виготовляються пластикові картки з індивідуальними штрих-кодами, активізовано процеси ретроуведення та штрих-кодування паперового фонду. Розвиваються нові сервісні послуги: автоматизовано видавання літератури студентам 1 курсу, постійно створюються віртуальні виставки, працює бібліографічна довідкова служба, організовано доступ в електронний каталог з Internet через пошукову сторінку на власному web-сайті. Відкрито нові відділи для роботи з користувачами, а також відділ комплектування і обробки електронних ресурсів.
Сьогодні одним з пріоритетних напрямків наукової діяльності бібліотеки є організація, проведення семінарів, конференцій з питань інформаційно-бібліотечної діяльності, підготовка доповідей, статей, участь у науково-практичних заходах інших бібліотек.

## Фонди
Інформаційні ресурси наукової бібліотеки ХНУРЕ формуються за напрямками комп'ютерних наук, функціонування обчислювальної техніки, інформаційних технологій, медіасистем, економічної кібернетики, радіотехніки, електроніки, захисту інформації, телекомунікаційних систем, метрології і вимірювальної техніки та з інших галузей знань.
Фонд бібліотеки структурно поділяється на:
- Фонд друкованих видань і неопублікованих документів (понад 730 тис. прим.);
- Фонд повнотекстових документів в Електронній бібліотеці (понад 19,5 тис. найменувань);
- Електронні навчально-методичні комплекси КНМЗ (понад 4 тис. повних текстів)
- Електронний архів відкритого доступу ElAr (близько 4 тис. науково-методичних документів)
- Колекція компакт-дисків (430 прим.);
- Електронний каталог (понад 160 тис. записів на усі колекції з фонду бібліотеки) з доступом із локальної та глобальної мереж;
- Передплатні бази даних (перелік та доступ — на сайті бібліотеки).

## Участь у бібліотечних проектах
Наукова бібліотека ХНУРЕ бере участь у низці регіональних, всеукраїнських бібліотечних проектах:
- ElibUkr (всеукраїнський) («Електронна бібліотека України: створення Центрів знань в університетах України»)
- Інформатіо-консорціум (всеукраїнський)
- Єдина картка читача бібліотек ВНЗ Харкова
- Зведений каталог Харкова
- Метабібліографія Харківщини
- Бібліотечна енциклопедія Харківщини

## Культурно-просвітницька робота
На базі наукової бібліотеки ХНУРЕ постійно проводяться різноманітні тематичні виставки, літературно-музичні вечори та конкурси та працює літературний клуб «Осяяння».